# Erzgebirgsziege

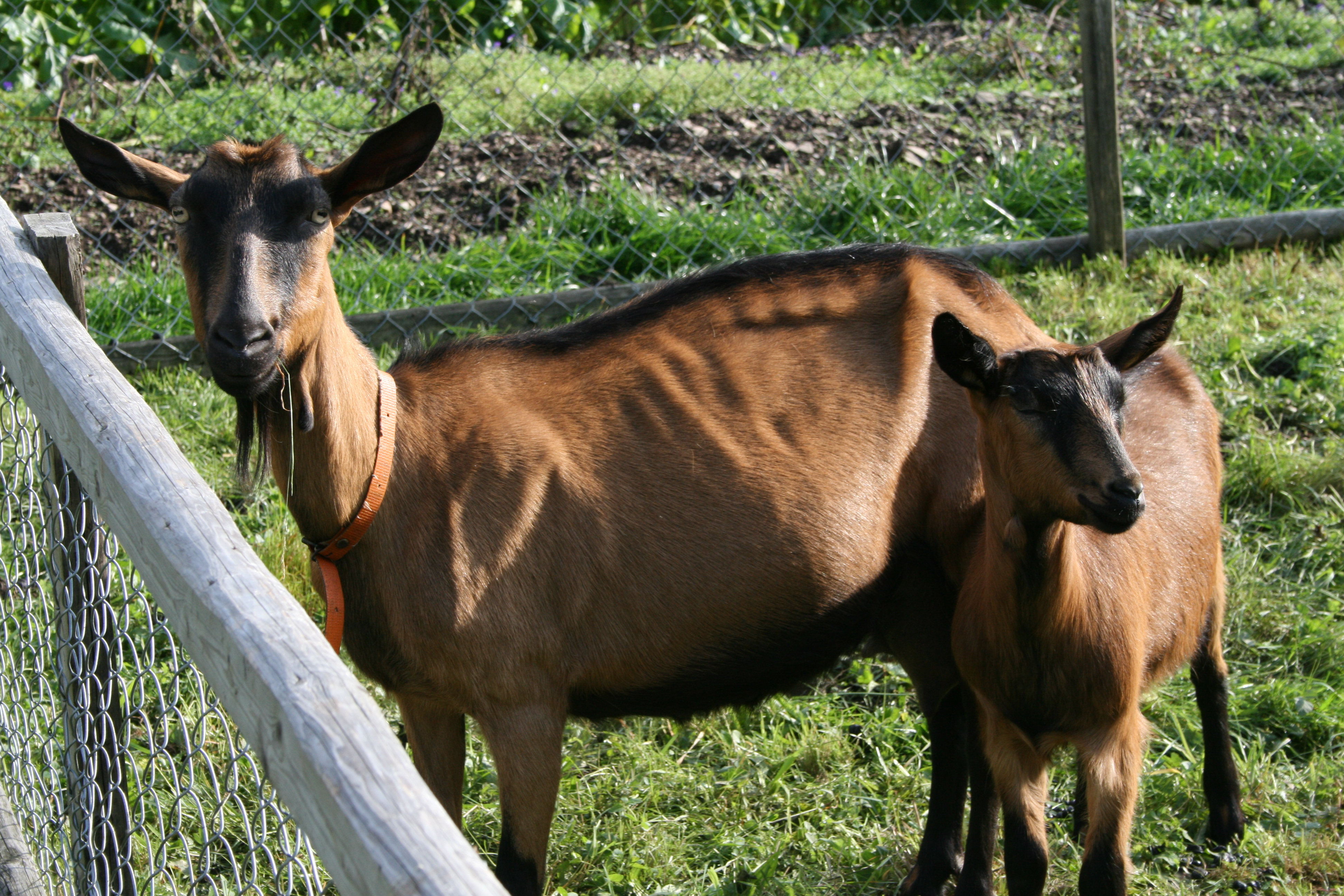
Eine Erzgebirgsziege mit Kitz in Jägerhaus (Schwarzenberg) im Erzgebirge

Die Erzgebirgsziege ist eine Hausziegenrasse, die ursprünglich für das Leben im Erzgebirge, zwischen Sachsen und Böhmen gelegen, gezüchtet wurde. Von ihr existierten ursprünglich verschiedene Varianten, wie  Grauschimmel, Blauschimmel, schwarze Tiere und Schecken in verschiedenen Farben. Nach Einkreuzung rehfarbener Schweizer Ziegenrassen entstand eine rehbraune Ziege mit schwarzem Aalstrich, schwarzem Bauch und schwarzen Unterbeinen („Stiefeln“). Die Ziegen sind meistens hornlos.
Ziegenhaltung im Erzgebirge gab es schon seit Jahrhunderten. Anspruchslos in der Haltung, verwerteten diese Tiere fast alles, was sie angeboten bekamen. Bei der Erhebung der Türkensteuer im 15. und 16. Jahrhundert wurden sogar die Ziegen zum steuerpflichtigen Besitz gezählt. So besaßen z. B. im Jahre 1550 die 48 steuerpflichtigen Schwarzenberger Altbürger 185 Kühe und 126 Ziegen. Auch der Erzgebirgschronist Christian Lehmann erwähnt in seinem Historischen Schauplatz von 1699 die Bedeutung der Ziegenhaltung für die erzgebirgische Bevölkerung.
In der DDR konnte sich diese Rasse noch ziemlich lange halten, danach wurden zunehmend andere Rassen, vor allem die Frankenziege eingekreuzt, um die Milchleistung zu erhöhen. Heute wird die Erzgebirgsziege nicht mehr als genetisch eigenständige Rasse anerkannt. Die noch existierenden Exemplare werden der Bunten Deutschen Edelziege zugerechnet. Daher gibt es auch seit dem Jahr 2004 keine neuen Förderungen mehr für die Züchtung. Die Erzgebirgsziege wird nur noch als „Typ“ bzw. „Farbschlag“ der Bunten Deutschen Edelziege geführt.